# Prameniště Jankovského potoka
Prameniště Jankovského potoka je přírodní rezervace ve správních územích obcí Vyskytná a Opatov v okrese Jihlava a obce Opatov v okrese Jihlava. Předmětem ochrany je prameniště, niva a přírodě blízký tok Jankovského potoka s oligotrofními společenstvy, vlhkými a rašelinnými loukami a výskytem řady vzácných druhů rostlin a živočichů.

## Historie
Území bylo od roku 1992 součástí národní přírodní památky Jankovský potok. Od roku 1993 zde probíhají ochranářské zásahy zaměřené zejména na údržbu cenných vlhkých luk a vodního toku. Významná byla také opatření na podporu perlorodky říční, včetně navrácení jedinců odchovaných v odchovně na Blanici v roce 2005. Historicky bylo území od 13.–14. století ovlivněno odlesněním a následným extenzivním zemědělským využíváním.

## Fauna a Flóra
Území je významným refugiem pro vlhkomilné a mokřadní druhy živočichů, jako je bekasina otavní (Gallinago gallinago), hnědásek rozrazilový (Melitaea diamina), vydra říční (Lutra lutra) a perlorodka říční (Margaritifera margaritifera). Dále například čolek horský (Ichthyosaura alpestris) či modrásek bahenní (Phengaris nausithous).
Flóra PR zahrnuje pestrá společenstva vlhkých až rašelinných luk, smilkových trávníků a oligotrofních stanovišť. Významnými a chráněnými druhy jsou např. tolije bahenní (Parnassia palustris), ostřice plstnatoplodá (Carex lasiocarpa), chlupáček myší ouško (Pilosella lactucella) a zdrojovka hladkosemenná potoční (Montia fontana subsp. amporitana). Roste zde také prstnatec májový (Dactylorhiza majalis), jetel kaštanový (Trifolium spadiceum) nebo klikva bahenní (Vaccinium oxycoccos).